# Wimpassing an der Leitha
Pour les articles homonymes, voir Wimpassing.
Wimpassing an der Leitha est une commune autrichienne du district d'Eisenstadt-Umgebung dans le Burgenland.